# شوكران سام
الشوكران السام أو شيكران مائي أو قاتل البقر (الاسم العلمي: Cicuta virosa)نبات مائي من أكثر النباتات سمية على وجه الأرض. موطنه الأصلي شمال أوروبا وشمال آسيا وشمال غرب أمريكا الشمالية. ينمو في المروج والمستنقعات وحواف الجداول.

## تاريخ النبات
يرجح أخصائي السموم د. تيموثي اريكسون أن نيرون قتل أخاه غير الشقيق بريتانيكوس عن طريق الشوكران السام.

## الوصف النباتي

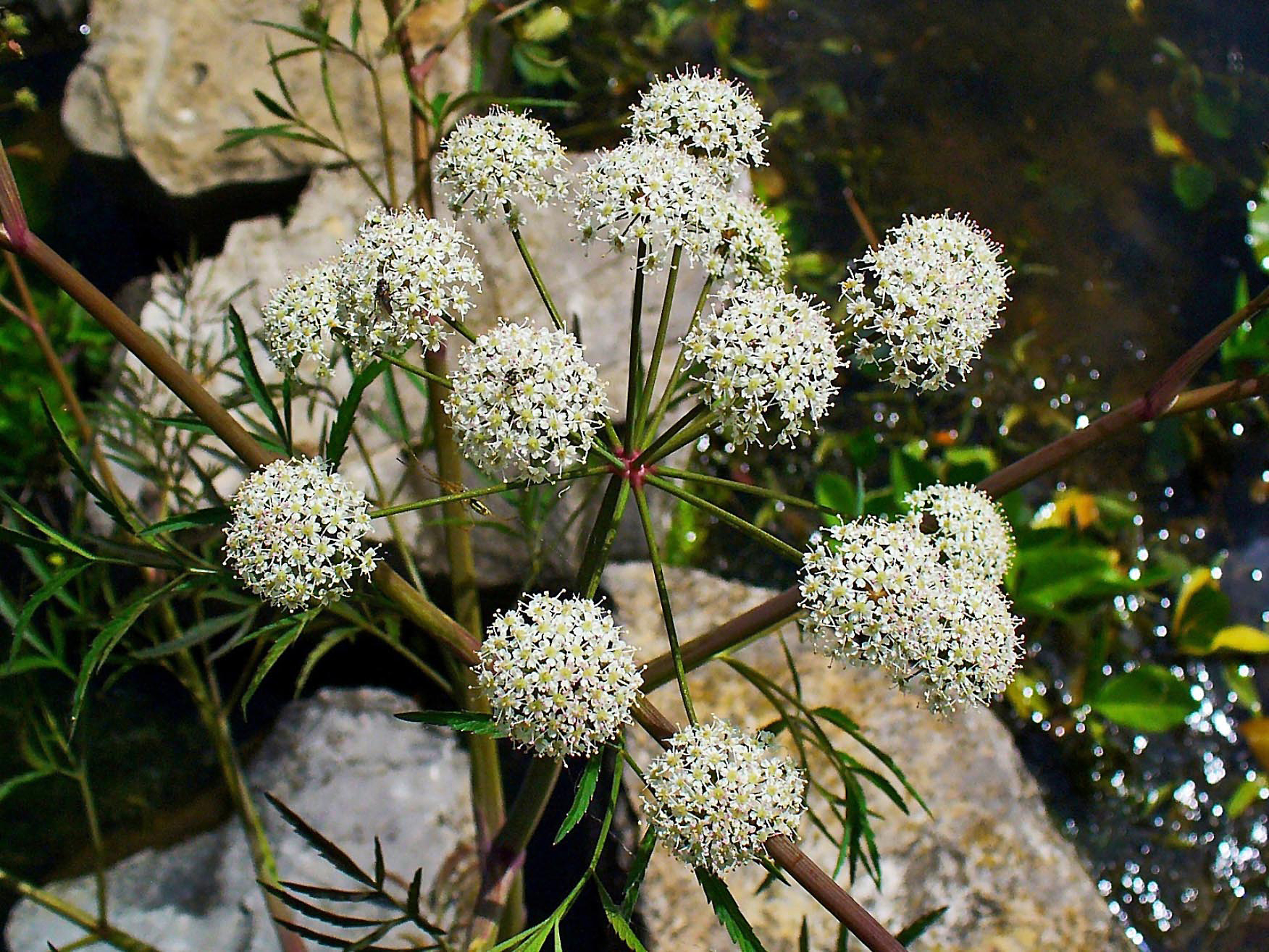
صورة للنبتة في المانيا.

الشوكران السام نبات عشبي معمر ارتفاعه من متر إلى مترين. سوقه ناعمة ومتفرعة ومنتفخة عند القاعدة ومجوفة باستثناء مناطق التقاء الساق والأوراق. أوراقه متقابلة وذات حواف مسننة. الورقة مركبة ريشية ثلاثية. الأزهار بيضاء شغيرة ومتجمعة في نورات تشبه المظلة (كبقية نباتات الفصيلة الخيمية). للأزهار عنيقات مختلفة الطول بين 5 و11 سم. يفرز النبات من جروح الساق والجذر سائلاً زيتياً.

## سميته
يحتوي النبات على مركب (بالإنجليزية: cicutoxin)‏ سام تركيزه أعلى ما يكون في الجذور. يمكن أن تسبب عضة واحدة للجذر الموت للإنسان أو الحيوان. كان متواجدا منذ القرن السادس قبل الميلاد. يذكر أن الفيلسوف سقراط أعدم من خلال إعطائه جرعة من سم هذا النبات القاتل.

## طالع أيضًا
- مسرد بأسماء نباتات سامة